# نمی‌خواهم باشم
«نمی‌خواهم باشم» (به انگلیسی: I Don't Want to Be) ترانه‌ای است از خواننده-ترانه‌سرای پاپ آمریکایی گوین دگراو و یکی از قطعه‌های از آلبوم سال ۲۰۰۳ او با نام گردونه است.
تک‌آهنگ «نمی‌خواهم باشم» در سال ۲۰۰۴ در استرالیا و در ۲۰۰۵ در بریتانیا به بازار آمد. این ترانه دو میلیون بارگذاری پرداخت‌شده از اینترنت داشته‌است.
در ویدئوی این تک‌آهنگ در سال ۲۰۰۴ شیری اپلبای به همراه اسکات مکلوویش و میشا بارتون دیده می‌شود.

## آهنگ‌ها
- 1 "I Don't Want to Be" (نسخه آلبوم)
- 2 "I Don't Want to Be" (نسخه عریان)
- 3 "Just Friends" (نسخه آلبوم)
- 4 "I Don't Want to Be" (ویدئو)